# Muscle oblique supérieur de la tête
Le muscle oblique supérieur de la tête (ou muscle petit oblique de la tête selon l'ancienne dénomination) est un petit muscle profond postérieur du cou.
C'est un des muscles sous-occipitaux et contribue au triangle sous-occipital.
Il est situé en arrière et en dehors de l'articulation atlanto-occipitale.

## Description
Le muscle oblique supérieur de la tête est un muscle pair triangulaire.

## Origine
Le muscle oblique supérieur de la tête nait du sommet et de la face supérieure du processus transverse de l'atlas en dehors du foramen transversaire.

## Trajet
Le muscle oblique supérieur de la tête se dirige en haut et en arrière formant le côté supérieur et latéral du triangle sous-occipital.

## Insertion
Le muscle oblique supérieur de la tête se termine sur le tiers latéral de la ligne nuchale inférieure de l'os occipital, sur les reliefs osseux situés au-dessus et au-dessous de cette dernière et au-dessus de l'insertion du muscle grand droit postérieur de la tête.

## Innervation
Le muscle oblique supérieur de la tête est innervé par la branche dorsale du premier nerf spinal cervical.

## Action
Le muscle oblique supérieur de la tête agit au niveau de l'articulation atlanto-occipitale pour étendre la tête et fléchir la tête du côté homolatéral

## Galerie

Position du muscle oblique supérieur de la tête (en rouge).
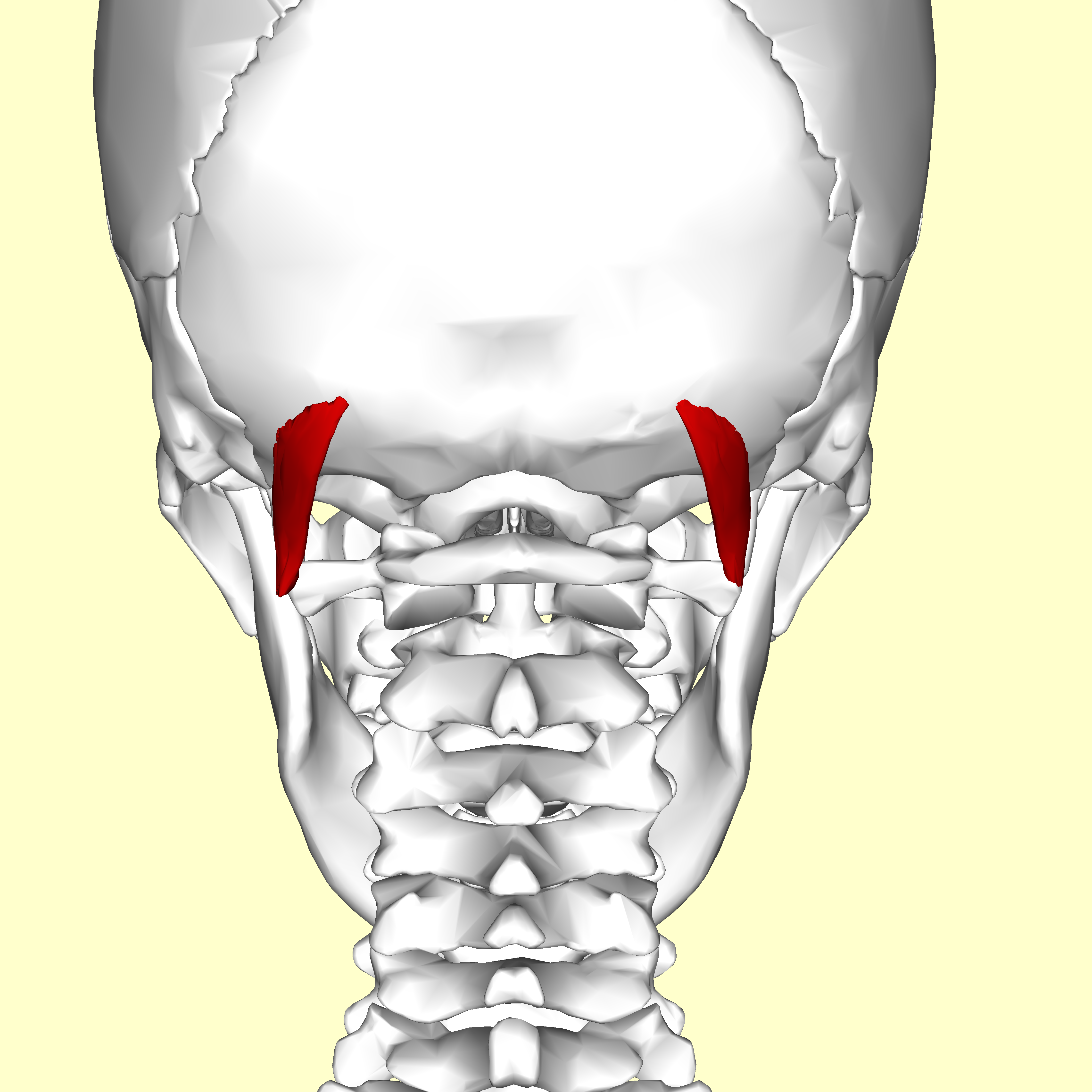
Le muscle oblique supérieur de la tête. Vue postérieure.
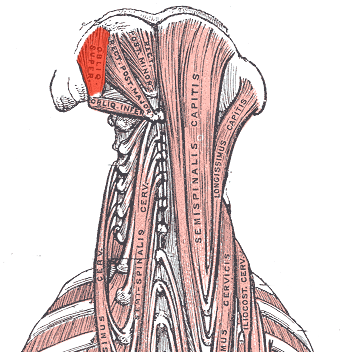
Muscles profonds du cou (le muscle oblique supérieur de la tête marqué en haut à gauche)
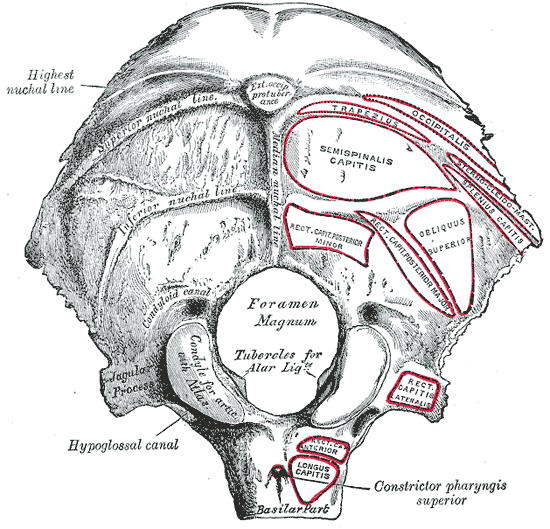
Insertion du muscle oblique supérieur sur la face externe de l'osc occipital (obliquus superior)
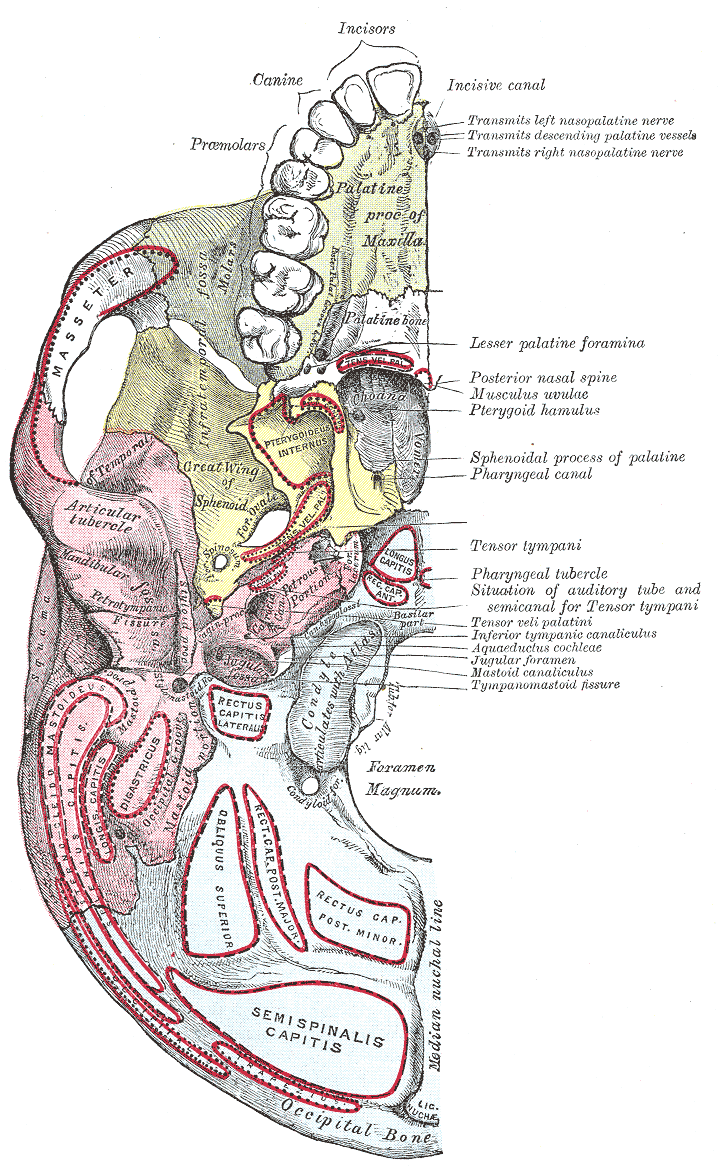
Base du crâne. Surface inférieure. Les attaches musculaires sont représentées par des cercles rouges.